# Souimanga d'Anjouan
Cinnyris comorensis
Espèce
Statut de conservation UICN

 LC  : Préoccupation mineure
Le Souimanga d'Anjouan (Cinnyris comorensis) est une espèce de passereaux de la famille des Nectariniidae.

## Répartition
Cet oiseau est endémique d'Anjouan aux Comores.

## Habitat
Il habite les forêts humides tropicales et subtropicales.